# Lanzer
Lanzer ist eine Coverband aus Wörth am Main in Unterfranken.

## Geschichte
Die Band wurde 1985 offiziell gegründet, jedoch mit anderer Besetzung, die im Laufe der Jahre ständig wechselte. Die Anfänge der Band reichen bis ins Jahr 1979 zurück, jedoch hieß die Band damals noch Dirt Road.
1988 spielten Lanzer ihre erste Deutschland-Tournee, ein Jahr zuvor entstand mit Use It or Lose It die erste LP. 1989 spielte Lanzer v. a. in Army-Clubs und etablierte sich so in der deutschen Rock-Cover-Szene.
Im Jahre 1992 stieß eine neue Sängerin zur Band, die weibliche Stimme Janie Dixon, die sich 1993 verabschiedete und 1998 wieder in die Band kam. 1995 sang Andy Mersch in der Band. Er nahm unter anderem das Album Under a Different Sun auf. Sie wurde 1996 durch Renée Walker (Renée Walker Band) ersetzt. 1997 verließ Sänger Chris Bay (Freedom Call) bis zu seiner Rückkehr 2000 vorübergehend die Band. Dan Zimmermann (Gamma Ray) verließ die Band ebenfalls 1997.
Nach dem Abgang von Sascha Gerstner (Helloween), Janie Dixon, Alex Silva und Ilker Ersin spielt die neue Besetzung seit Anfang 2007 zusammen. Die erst 21-jährige Sängerin Sonja Hötzel ist im Duo mit Chris Bay die aktuelle Lanzer-Front.
Im Jahr 2009 änderte sich bei Lanzer einiges. Sänger André Carswell ist nach gut zehn Monaten als zweiter Sänger zu einer anderen Coverband names PULL gewechselt und Sängerin Sonja hörte aufgrund beruflicher Veränderungen mit der Musik auf.
Chris Bay wechselte zur Heimatband F.U.C.K., so dass mit dem jungen Dominik Marx ein Neuanfang gewagt wurde.

## Diskografie
- 1985: Changes (Single)
- 1987: Ocean of Tears (Maxi, Perfect Beat)
- 1987: Use It or Lose It (LP, Perfect Beat; CD, Remusik 2011)
- 1992: Sand in My Hands (Maxi, Metra)
- 1995: Under a Different Sun (LP, Milestone Music)
- 2000: Die Bier Hymne mit dem Nebenprojekt "Die Seeds"
- 2003: Rock Circus – Live (LP, Eigenproduktion)